# Lísecký potok (přítok Kamenice)
Lísecký potok je menší vodní tok v Lužických horách, pravostranný přítok Kamenice v okrese Děčín v Ústeckém kraji. Délka toku měří 4 km, plocha povodí činí 4,87 km².

## Průběh toku
Potok pramení severně od Lísky, části České Kamenice, pod vrchem Studenec (737 m) v přírodní rezervaci Studený vrch v nadmořské výšce 611 metrů. Potok zprvu teče převážně jihozápadním směrem a protéká Lískou, za níž zprava přijímá bezejmenný potok, stáčí se k jihu a dále teče podél silnice II/263. Ve východní části České Kamenice se Lísecký potok zprava vlévá do Kamenice v nadmořské výšce 329 metrů.